# بادوری
بادوری (به لاتین: Baduri) یک منطقهٔ مسکونی در بنگلادش است که در ناحیه باریسال واقع شده‌است.